# Robert Bunsen
Robert Wilhelm Eberhard Bunsen (ngày 31 tháng 3, năm 1811  – ngày 16 tháng 8, năm 1899) là nhà hóa học người Đức. 
Ông nghiên cứu quang phổ phát xạ của các nguyên tố bị nung nóng, và phát hiện ra caesium (năm 1860) và rubidium (năm 1861) cùng với Gustav Kirchhoff. Bunsen phát triển một số phương pháp phân tích khí, là người tiên phong trong quang hóa, và đã làm việc đầu trong lĩnh vực hóa học a sen hữu cơ. Cùng với trợ lý phòng thí nghiệm của ông, Peter Desaga, ông đã phát triển các lò đốt Bunsen, một sự cải tiến về các lò đốt phòng thí nghiệm sau đó sử dụng. Giải thưởng Bunsen-Kirchhoff cho quang phổ được đặt theo tên Bunsen và Kirchhoff.

## Tiểu sử
Bunsen sinh ở Göttingen, nay là bang Lower Saxony ở Đức, nhưng trước đó là Vương quốc Hanover. Ông là con út trong bốn người con của người quản lý thư viện và giáo viên môn văn học hiện đại của trường Đại học Göttingen, Christian Bunsen (1770-1837). Có những nguồn tin khác nhau về ngày sinh của ông. Trong sổ của giáo xứ và lý lịch viết bằng tay đã cung cấp lời xác nhận rằng ngày 30 tháng 3 năm 1811 rất có thể là ngày sinh của ông, trong khi đa số tài liệu cũ trích dẫn rằng ông sinh ngày 31 tháng 3.
Sau khi học ở Holzminden, năm 1828, Bunsen đậu vào Đại học Göttingen và được học môn hóa học cùng Friedrich Stromeyer, người đã đạt được bằng Tiến sĩ năm 1831. Năm 1832-1833, ông đến Đức, Pháp, Áo, nơi ông gặp Friedlieb Runge(người đã tìm ra aniline và là người tách được caffeine năm 1819), Justus von Liebig tại Gießen (bang Hessen, Đức), và Eilhard Mitscherlich tại Bonn (bang Nordrhein-Westfalen, Đức).

## Cuộc đời
Năm 1833, Bunsen trở thành giảng viên đại học tại Göttingen và bắt đầu nghiên cứu thực nghiệm về tính tan của các muối kim loại và axít của asen. Ngày nay, phát minh của ông về sự ứng dụng của chất kết tủa hydroxide sắt vẫn còn là chất giải độc hữu hiệu nhất chống lại sự nhiễm độc asen. Năm 1836, Bunsen kế nghiệp Friedrich Wöhler tại trường Bách Khoa Kassel. Ông dạy tại trường Kassel ba năm, sau đó làm phó giáo sư tại trường Đại học tại Marburg, nơi ông ta tiếp tục nghiên cứu về dẫn xuất của cacodyl. Ông được thăng chức là giáo sư chính thức vào năm 1841. Công việc của Bunsen đã nhanh chóng nhận được sự hoan nghênh rộng lớn, một phần nhờ cacodyl là một chất khá độc chịu sự cháy tự phát trong khí khô, một chất rất khó để nghiên cứu. Bunsen hầu như chết vì chất độc của asen, và sự nổ của cacodyl khiến ông bị mù mắt phải. Năm 1841, Bunsen sáng tạo ra pin điện thoại, sử dụng một điện cực cacbon thay thế cho điện cực bạch kim - một chất rất đắt đỏ trong điện thoại điện hóa của William Robert Grove. Đầu năm 1851, ông làm giáo sư ở trường Đại học Breslau và ông đã dạy ba học kì ở đó.
Cuối năm 1852, Bussen trở thành người kế vị của Leopold Gmelin tại trường Đại học Heidelberg. Tại đó ông đã sử dụng hiện tượng điện phân để sản xuất kim loại nguyên chất như Crom, Magie, mangan, bari, natri, calci, lithi. Từ năm 1852, ông đã cộng tác lâu dài với Henry Enfield Roscoe và họ đã nghiên cứu sự hình thành của quang hóa học của hydro clorit từ hydro và clo.
Năm 1859, Bunsen ngừng công việc của mình với Roscoe và tham gia cùng Gustav Kirchhoff để nghiên cứu về quang phổ phát xạ của các nguyên tố bị nung nóng, một vùng nghiên cứu gọi là sự phân tích quang phổ. Công việc này, Bunsen và người trợ lý, Peter Desaga, đã hoàn thiện một lò đốt khí đặc biệt vào năm 1855, ảnh hưởng bởi mô hình cũ. Kiểu mới hơn của Bunsen và Desaga có thể cung cấp ngọn lửa rất nóng và sạch. Lò đốt này được gọi đơn giản là lò đốt Bunsen.
Đã có những nghiên cứu sớm hơn về những màu đặc trưng của nguyên tố bị nung nóng, nhưng không có hệ thống. Vào mùa hè năm 1859, Kirchhoff đề nghị Bunsen thử thiết lập quang phổ tán sắc của những màu này. Tháng 8, hai nhà khoa học đã phát minh ra dụng cụ thích hợp - kính quang phổ đầu tiên ra đời. Khi sử dụng nó, người ta có thể nhận biết quang phổ đặc trưng của natri,lithi, kali. Sau nhiều lần tinh chế, Bunsen đã chứng minh rằng những mẫu thử có độ tinh khiết cao cho quang phổ duy nhất. Trong quá trình làm việc, Bunsen đã tìm ra những đường màu xanh lạ phát ra quang phổ trong mẫu nước khoáng từ Dürkheim. Ông dự đoán rằng những đường này biểu thị sự tồn tại của những nguyên tố hóa học chưa được khám phá. Sau khi chưng cất cẩn thận 40 tấn nước này, mùa xuân năm 1860, ông đã có thể tách được 16 gam nguyên tố mới. Ông đặt tên nó là caesi, theo chữ Latinh "màu xanh thẫm". Năm tiếp sau đó, ông khám phá ra Rubiđi bằng quy trình tương tự.
Năm 1860, Bunsen được chọn là thành viên nước ngoài của Viện hàn lâm Khoa học Hoàng gia Thụy Điển.

## Nhân phẩm
Bunsen là một trong những nhà khoa học đáng ngưỡng mộ nhất trong thế hệ của ông. Ông là giáo viên tài giỏi, tận tâm với học sinh và họ cũng đều nhiệt tình với ông. Trong những cuộc thảo luận khoa học sôi nổi và quyết liệt, Bunsen luôn giữ bản thân là người đàn ông lịch sự một cách tuyệt vời, luôn duy trì khoảng cách với những cuộc tranh cãi mang tính lý thuyết. Ông thích làm việc thầm lặng trong phòng thí nghiệm hơn nhiều và ông thường xuyên làm phong phú thêm khoa học của ông bởi những phát kiến có ích. Trên quan điểm của một hiệu trưởng, ông không bao giờ lấy bằng sáng chế. Ông cũng chưa từng kết hôn.

## Nghỉ hưu và mất
Ông nghỉ hưu vào tuổi 78. Từ đó, ông chuyển sang nghiên cứu một mình về địa chất và khoáng vật, lĩnh vực thú vị mà ông đã theo đuổi trong suốt sự nghiệp của mình. Ông mất tại Heidelberg ở tuổi 88.

## Đọc thêm

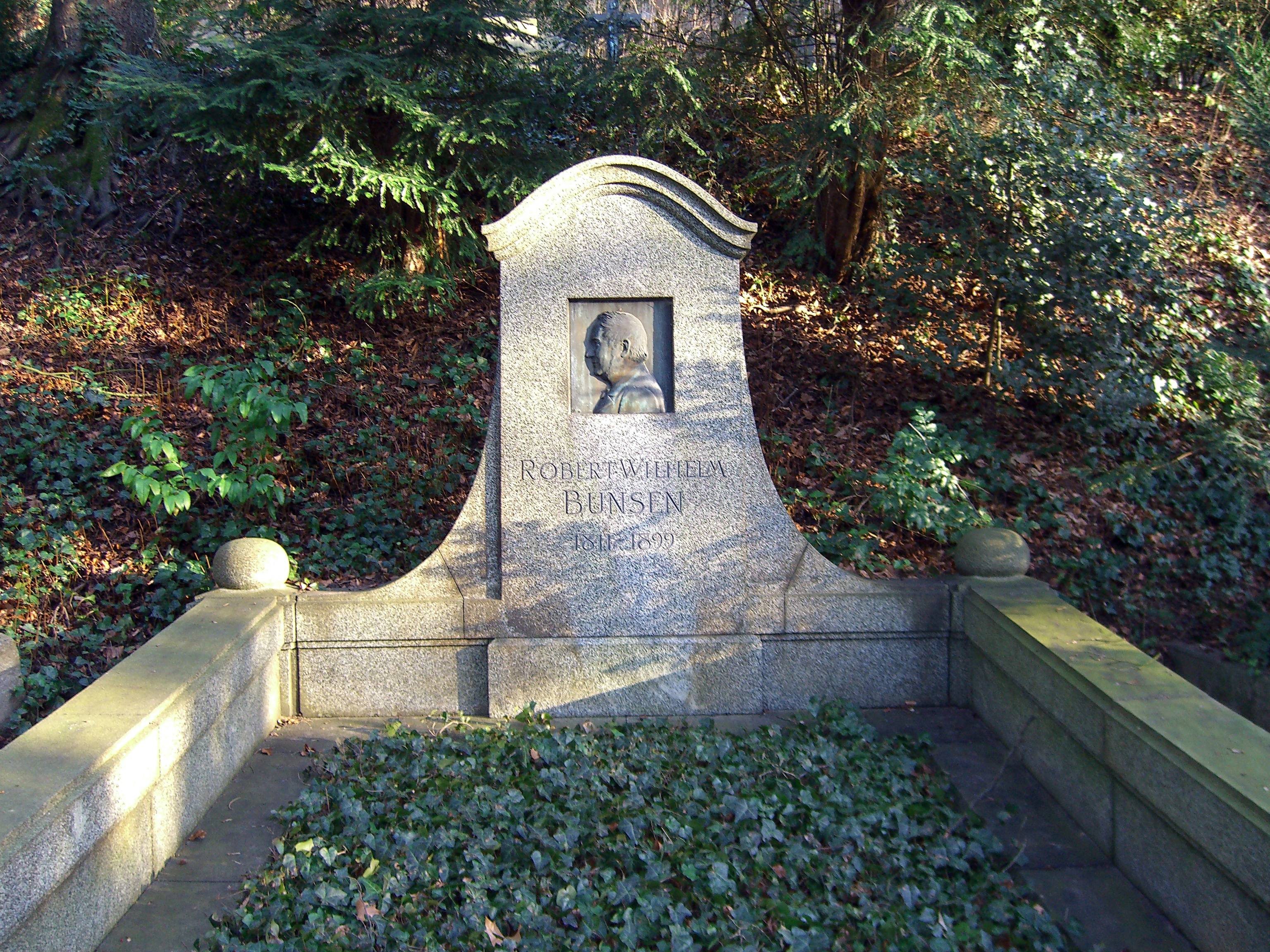
Bunsen's grave in Heidelberg's Bergfriedhof